# Interiorismo teologico
L'interiorismo teologico è un modo di definire il rapporto teologico della fede cristiana con le religioni non-cristiane al di là dei modelli abituali dell'esclusivismo, dell'inclusivismo e del pluralismo. L'interiorismo però non costituisce un quarto modello di classificazione entro i limiti della precomprensione dei suddetti tre, ma si presenta come alternativa a queste precomprensioni religiose.
Secondo il teologo italo-tedesco Gerhard Gäde, l'interiorismo costituirebbe la comprensione appropriatamente cristiana delle religioni non-cristiane. Esso è da considerare perciò un'ermeneutica cristiana delle religioni. L'interiorismo si distingue dall'esclusivismo e dall'inclusivismo evitando un'attitudine di superiorità nei confronti delle altre religioni, e dal pluralismo rifiutando ogni relativizzazione della pretesa cristiana di verità. Con un approccio interiorista, da parte cristiana è possibile riconoscere alle altre religioni non soltanto una verità frammentaria, bensì verità altrettanto insuperabile quanto è testimoniata della propria fede cristiana.
Il presupposto filosofico dell'interiorismo consiste nella dottrina scolastica sull'unilateralità della relazione del creato con Dio (Tommaso d'Aquino). Il creato non può essere considerato termine costitutivo di una relazione reale di Dio con il creato. Da lì risulta una problematizzazione radicale di ogni pretesa di rivelazione. Questo problema verrebbe risolto soltanto dal messaggio cristiano che testimonia che il mondo è da sempre accolto in una relazione di Dio con Dio e quindi non è termine costitutivo di questa relazione. Soltanto con questa concezione trinitaria e l'incarnazione del Figlio il concetto di rivelazione ossia di "Parola di Dio" riceverebbe un senso intelligibile (Peter Knauer).
Metodologicamente l'interiorismo quindi anzitutto mette in questione tutte le pretese religiose di rivelazione che rivendicano una relazione reale di Dio con il mondo. Questa problematizzazione coinvolge anche la pretesa della Scrittura d'Israele di contenere la Parola di Dio. Solo letta alla luce della fede in Cristo come "Antico Testamento", questa Scrittura diventa universalmente intelligibile come Parola di Dio. Il messaggio cristiano ne rivelerebbe questa sua qualità (cf. 2Cor 3,14-16). In questo rapporto dei due Testamenti biblici l'interiorismo vede il paradigma o modello per stabilire un rapporto anche con altre religioni e scoprire in loro la loro qualità di Parola di Dio.
Mentre il pluralismo religioso (John Hick) riesce a riconoscere verità (relativa) alle altre religioni soltanto relativizzando la propria pretesa religiosa di verità, l'interiorismo vede nella verità insuperabile del messaggio cristiano la base epistemologica per riconoscere altrettanta verità prima alla Scrittura d'Israele e poi (su questo modello) anche ad altre religioni. Per l'interiorismo Cristo quindi è l'unica chiave ermeneutica per svelare e riconoscere questa verità ancora nascosta nelle altre religioni, ad es. nell'islam.